# Maurice Béjart

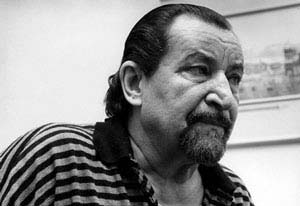
Maurice Béjart, 1988

Maurice Béjart, eigentlich Maurice-Jean Berger, (* 1. Januar 1927 in Marseille; † 22. November 2007 in Lausanne, Schweiz) war ein französischer Balletttänzer und Choreograf. Béjart gilt als ein Erneuerer des neoklassizistischen Balletts. Er inszenierte es gegen Ende der 1960er Jahre als „spectacle total“ („Totaltheater“), einem Gesamtkunstwerk aus unterschiedlicher Sprache, Musik, Tanz und Regie. Mit bildreichen und spektakulären Aufführungen erschloss er dem Ballett ein neues Publikum. Béjart emanzipierte die männlichen Tänzer von ihrer zweitrangigen Rolle als Hebepartner von Ballerinen und erlaubte auch ihnen eine sensible Subjektivität auf der Bühne.

## Biografie

### Ausbildung und frühe Jahre
Béjart wurde als Sohn des Philosophen Gaston Berger in Marseille geboren. Sein Vater war in Saint-Louis (Senegal) geboren und kam aus armen Verhältnissen. Er arbeitete als Düngemittelvertreter und Lehrer und wurde schließlich Ministerialdirektor für das Universitätswesen. Béjarts Urgroßmutter, Fatou Diagne, stammte von Gorée, einer Insel vor Senegal, und hatte in den 1860er Jahren einen weißen französischen Soldaten geheiratet.
Nach einem Unfall verschrieb ein Arzt dem jungen Maurice Übungen in klassischem Tanz zur medizinischen Rekonvaleszenz. Damit wurde seine Leidenschaft für den Tanz geweckt. Sein öffentliches Debüt als Tänzer gab er im Alter von 14 Jahren an der Opéra National de Paris, wo auch Roland Petit tanzte. Nach dem Lizenziat legte er seinen Familiennamen ab und nannte sich Béjart nach einer berühmten Schauspielerdynastie des 17. Jahrhunderts, die mit Molière aufgetreten war. In einigen Berichten ist der Geburtsname seiner Mutter mit Béjart angegeben; sie starb, als er sieben Jahre alt war. Er trat zunächst in Frankreich in Kompanien von Janine Charrat und Roland Petit auf, später im International Ballet London und dem Cullberg Ballett in Stockholm.
1951 schuf Béjart in Stockholm seine erste Choreografie, L'Inconnu (Der Unbekannte). 1955 choreografierte er Symphonie pour un homme seul (Symphonie für einen einsamen Menschen) für seine eigene Kompanie, die Ballets de l'Étoile. Das Stück, dessen Musik von Pierre Henry und Pierre Schaeffer komponiert wurde, trug ihm Anerkennung beim Publikum und der Kritik ein.

### Karriere in Brüssel
1960 wurde Maurice Huisman, damals Direktor am Brüsseler Opernhaus, Théâtre Royal de la Monnaie/Koninklijke Muntschouwburg, für das Béjart eine preisgekrönte Choreografie zu Le sacre du printemps schuf, auf ihn aufmerksam. Béjart erhielt eine feste Anstellung am Haus und gründete mit Huismans Unterstützung dort das Ballet du XXe siècle, mit dem er weltweit Tourneen unternahm. Berühmte Inszenierungen aus dieser Zeit sind (u. a. Boléro), berühmt geworden mit Jorge Donn als Solist, Messe pour le temps présent und L'Oiseau de feu (1970). In den 1960er Jahren schaffte Béjart das traditionelle Tutu ab und ließ die Tänzer z. B. in Jeans auftreten.

### Umzug nach Lausanne
Da die von ihm geforderten finanziellen Mittel nicht bewilligt wurden, verlegte der nach seinen Arbeiten für das Schiras-Kunstfestival zum Islam konvertierte Béjart 1987 den Sitz seiner Kompanie nach Lausanne und benannte sie in Béjart Ballet Lausanne um.
1998 wurde er wegen eines Plagiats von einem Gericht verurteilt: Sein Stück Le Presbytère … enthielt eine Szene, die La chute d’Icare (Der Absturz des Ikarus) des belgischen Choreografen Frédéric Flamand entnommen war. Béjart überarbeitete das Ballet und
benannte es in Ballet for Life um. Die Filmaufzeichnung erhielt 1998 beim Festival Rose d’Or die „Silberne Rose für Kunst & Specials“. 1999 wurde Béjart mit dem Kyoto-Preis geehrt.

### Stil und Einfluss
Béjart hat bis heute einen starken, aber auch polarisierenden Einfluss auf das Ballett, die Kritik und das Publikum. Er pflegte einen eklektischen Stil, der sich aus vielen Richtungen speiste und zu Pathos, Mystizismus und Heldenverehrung neigte. Mythische Figuren, Götter, Künstler und fremde Kulturen sind Themen seiner Kunst. Durch diese bildkräftigen, unmittelbar zugänglichen Themen trug er maßgeblich dazu bei, dass das Ballett ein breiteres Publikum erreichte. Mit dem „Ballet du XXe siècle“ erneuerte er den neoklassizistischen Stil.
Béjart hatte auch großen Einfluss auf das iranische Ballett, für das er im Rahmen des Schiras-Kunstfestivals mehrere Choreographien schuf. Im Festivaljahr 1971 schuf er ein Ballett nach der Dichtung von Saadis Golestan. Ein weiteres Stück nannte er Farah zu Ehren der Gründerin des Schiras-Kunstfestivals, der iranischen Kaiserin Farah Pahlavi.

## Lehrtätigkeit

### École Mudra
Béjart war überaus erfolgreich und einflussreich als Lehrer. Sein Schüler und späterer Lebensgefährte, Jorge Donn, wurde durch die Zusammenarbeit mit ihm zum Star. 1970 gründete Béjart die École Mudra in Brüssel, um junge Talente in der Tanzkunst zu unterrichten. Aus dieser Schule, die bis 1988 bestand, gingen eine Reihe von Tänzern und Choreografen hervor, die die weitere Entwicklung des zeitgenössischen Tanzes in Europa beeinflussen, unter ihnen Maguy Marin, Anne Teresa De Keersmaeker und Enzo Cosimi. 1977 gründete er in Dakar die École Mudra Afrique, die bis 1985 bestand.

### École Rudra
1992, nach seinem Umzug nach Lausanne, gründete Béjart dort die École-atelier Rudra, die seitdem eine der angesehensten Ausbildungsstätten in der Welt des klassischen und modernen Tanzes ist.

## Zitat
„Béjart war unendlich wichtig für die Neudefinition des klassischen Tanzes.“ Er habe ein ganz neues Publikum für den klassischen Tanz gewonnen, „weil er ihn in eine revolutionäre Richtung geführt hat, ohne die klassischen Wurzeln zu zerstören.“

## Wichtige Werke
- 1955: Symphonie pour un homme seul (Symphonie für einen einsamen Menschen, Paris, Musik von Pierre Schaeffer)
- 1957: Sonate à trois (Triosonate, Essen)
- 1958: Orphée (Orpheus, Lüttich)
- 1959: Le sacre du printemps (Brüssel)
- 1961: Boléro (Brüssel)
- 1964: IXe Symphonie (Brüssel)
- 1966: Roméo et Juliette (Romeo und Julia, Brüssel)
- 1967: La Tentation de Saint Antoine, Paris, Bühnenstück nach Gustave Flauberts Roman
- 1967: Messe pour le temps présent (Messe für die Gegenwart, Avignon)
- 1968: Bhakti (Avignon)
- 1972: Nijinski, clown de Dieu (Nijinsky, Clown Gottes, Brüssel)
- 1975: Pli selon pli (Falte für Falte, Brüssel)
- 1975: Notre Faust (Brüssel)
- 1977: Petrouchka (Brüssel)
- 1980: Eros Thanatos (Athen)
- 1982: Wien, Wien, nur du allein (Brüssel)
- 1983: Messe pour le temps futur (Messe für die Zukunft, Brüssel)
- 1986:  Kabuki (Tokyo)
- 1987: Souvenir de Léningrad (Lausanne)
- 1988: Piaf (Tokio)
- 1989: 1789… et nous (1789 … und wir, Paris)
- 1990:  Ring um den Ring (Berlin), Pyramide (Kairo)
- 1991: Tod in Wien (Wien)
- 1992: La Nuit (Die Nacht, Lausanne)
- 1993: M (Tokio)
- 1995: À propos de Shéhérazade (Über Scheherazade, Berlin)
- 1997: Le Presbytère n'a rien perdu de son charme, ni le jardin de son éclat (Das Pfarrhaus, Paris)
- 1999: La Route de la soie (Die Seidenstraße, Lausanne)
- 2000: Enfant-roi (Kind-König, Versailles)
- 2001: Tangos (Genua)
- 2001: Manos (Lausanne)
- 2001: Lumière (römisches Theater von Lyon)[6]
- 2002: Mère Teresa et les enfants du monde (Mutter Teresa und die Kinder der Welt)
- 2003: Ciao Federico, eine Hommage an Federico Fellini
- 2006: L'amour de la danse (Die Liebe zum Tanz)
- 2006: Zarathoustra
- 2007: Le Tour du monde en 80 minutes (Die Weltreise in 80 Minuten)

## Ehrungen
- 1970: Großer französischer Staatspreis für Musik[7]
- 1986: Orden der aufgehenden Sonne durch Kaiser Hirohito
- 1988: Großoffizier des belgischen Kronenordens durch König Baudouin
- 1991: Deutscher Kritikerpreis für den Bereich Tanz
- 1993: Praemium Imperiale
- 1994: Deutscher Tanzpreis
- 1994: Mitglied der Académie des Beaux-Arts de l’Institut de France
- 1996: Ehrenbürger der Stadt Lausanne
- 1998: Großoffizier des Ordens des Infanten Dom Henrique[8]
- 1999: Kyoto Prize der japanischen Inamori Stiftung
- 2002: „Grand Siècle Laurent Perrier“
- 2003: Commandeur de l’Ordre des Arts et des Lettres durch den französischen Botschafter in der Schweiz
- 2004: Preis für sein Lebenswerk bei „Movimentos – Internationales Tanzfestival“ in Wolfsburg

## Schriften (Auswahl)
- Mathilde : ou, Le Temps perdu : roman. Paris : Union générale d'éditions, 1973
- Un instant dans la vie d'autrui. Paris : Flammarion, 1979
  - Ein Augenblick in der Haut eines anderen : Memoiren. Übersetzung Ursula Kobbert-Volkmar. München : Noack-Hübner, 1980, ISBN 978-3-88453-010-8